# 似鰭溪脂鯉
似鰭溪脂鯉，為輻鰭魚綱脂鯉目脂鯉亞目唇齒脂鯉科的其一種，分布於南美洲蓋亞那埃塞奎博河流域，體長可達2.1公分，棲息在底中層水域，生活習性不明。